# Mackenziella livistonae
Mackenziella livistonae är en svampart som först beskrevs av Yanna & K.D. Hyde, och fick sitt nu gällande namn av Yanna & K.D. Hyde 2009. Mackenziella livistonae ingår i släktet Mackenziella, divisionen sporsäcksvampar och riket svampar.   Inga underarter finns listade i Catalogue of Life.